# گووواچوو (استان ماسوویان)
گووواچوو (به لاتین: Głowaczów) یک روستا در لهستان است که در گمینا گووواچوو واقع شده‌است. گووواچوو ۷۸۰ نفر جمعیت دارد.